# Bay Village
Bay Village é uma cidade localizada no estado norte-americano do Ohio, no Condado de Cuyahoga.

## Demografia
Segundo o censo norte-americano de 2000, a sua população era de 16.087 habitantes. 
Em 2006, foi estimada uma população de 14.976, um decréscimo de 1111 (-6.9%).

## Geografia
De acordo com o United States Census Bureau tem uma área de 18,4 km², dos quais 12,0 km² cobertos por terra e 6,4 km² cobertos por água.

## Localidades na vizinhança
O diagrama seguinte representa as localidades num raio de 8 km ao redor de Bay Village. 